# James Martin (informatyk)

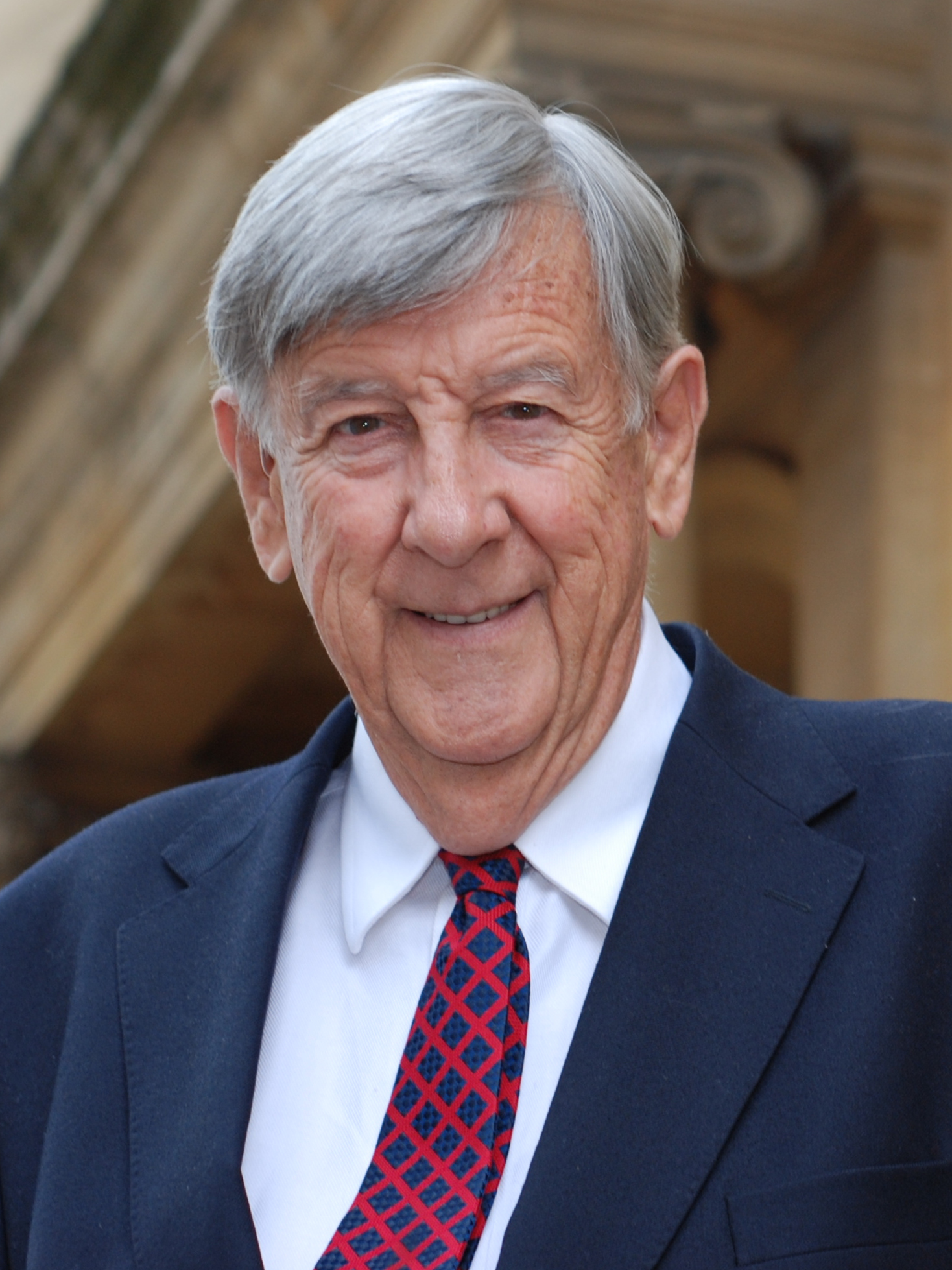
dr James Martin

James Martin (ur. 19 października 1933 w Ashby-de-la-Zouch – zm. 24 czerwca 2013 na Bermudach) – brytyjski informatyk, konsultant i przedsiębiorca, autor książek, futurolog i milioner. Fundator Oxford Martin School.
Urodził się jako jedyne dziecko w rodzinie robotniczej. Uzyskał stypendium na Keble College w Oksfordzie, gdzie ukończył fizykę. Po odbyciu służby wojskowej, w 1959 roku zatrudnił się w IBM jako analityk przetwarzania informacji. Przeniesiony do Nowego Jorku pracował przy budowie pierwszego komercyjnego systemu czasu rzeczywistego – systemu rezerwacyjnego dla American Airlines. Po kolejnych wdrożeniach przeniósł się do Systems Research Institute IBMu i stał się ekspertem firmy w przetwarzaniu w czasie rzeczywistym. W 1965 wydał swój pierwszy podręcznik.
W 1970 roku wydał popularnonaukową książkę futurologiczną The Computerized Society, a w 1977 r. jej kontynuację The Wired Society: A Challenge for Tomorrow, nominowaną do Nagrody Pulitzera. Po sukcesie drugiej książki odszedł z IBMu, został wolnym strzelcem i samodzielnym konsultantem. W 1981 r. współzałożył swoją pierwszą firmę konsultingową, później przemianowaną na James Martin Associates. Później współzałożył Database Design Inc.
Autor notacji Martina, promotor języków programowania czwartej generacji, jeden z najważniejszych twórców metodyki Rapid Application Development.
Jako autor wydał ponad sto książek, które przyniosły mu duży majątek. W 1990 r. ufundował James Martin Centre for Nonproliferation Studies, zaś od 2004 roku wspierał (najpierw kwotą 60 mln funtów szterlingów, ostatecznie 150 mln) nową jednostkę na Uniwersytecie Oksfordzkim, nazwaną od 2010 roku jego imieniem.

## Źródła zewnętrzne
- Strona domowa Jamesa Martina. jamesmartin.com. [zarchiwizowane z tego adresu (2013-07-02)].